# Grote Nete
El Grote Nete (= Nete Major) és un dels dos rius font del Nete a Bèlgica. Naix al nord-est de Hechtel, un nucli de Hechtel-Eksel a la província de Limburg i en confluir a la ciutat de Lier amb el Kleine Nete (Nete Menor) forma el Nete, un afluent del Rupel de la conca de l'Escalda. Té una llargada d'uns 44 quilòmetres.
Al segle xx, la construcció de dics massa alts i la reducció del riu a la seva funció de desguàs, el mantell freàtic va baixar, les ribes es van assecar i la flora i fauna es van apobrir en conseqüència. Des de 2012 es prepara un projecte de renaturalització d'uns trenta quilòmetres de la vall del riu entre Nijlen i Heist-op-den-Berg. Un dels aspectes és tornar al llit natural, alentir el cabal i recrear zones inundables a les seves ribes. A més es crearan passos de peix per als peixos migratoris.
En zones sense risc, es van baixar els dics primaris, i si cal es construiràn dics segondaris al limit de la zona inundable. Això contribueix a crear un riu viu amb rics biòtops i redueix el risc d'aiguades avall. Es van recrear estanys naturals per fomentar l'arribada de fauna hidròfila: sabaters (Gerris lacustris), Coenagrion i altres odonats, i en una segona fase granotes i gripaus. El retorn ribes planes a pendent suau ha d'estimular el retorn de la flora riberenca amb canya i altres plantes on li agrada als ocells aquàtics niar.
Els boscs en la zona a l'entorn del Steenkensbeek i l'aiguabarreig amb el Grote Nete és un paisatge protegit. Contràriament al Nete, aquest petit afluent ha mantingut el curs meandrós natural.
Afluents
- Wimp (Herenthout)
- Molse Nete
- Steenkensbeek (Houtvenne)
- Grote Laak